# Condado de Orange (Flórida)
O condado de Orange (em inglês:  Orange County) é um dos 67 condados do estado americano da Flórida. O condado é composto por 13 localidades no total, sendo dez cidades e três vilas (Eatonville, Oakland e Windermere). A sede e cidade mais populosa do condado é Orlando. Foi fundado em 1845.
Com mais de 1,4 milhão de habitantes, de acordo com o censo nacional de 2020, é o quinto condado mais populoso do estado e o 29º mais populoso do país. É também o terceiro mais densamente povoado do estado.

## Geografia
De acordo com o Departamento do Censo dos Estados Unidos, o condado possui uma área de 2 598,9 km², dos quais 2 336,2 km² estão cobertos por terra e 262,6 km² (10,1%) por água.

## Demografia
Desde 1900, o crescimento populacional médio do condado, a cada dez anos, é de 54,4%.

### Censo 2020
Segundo o censo nacional de 2020, o condado possui uma população de 1 429 908 habitantes e uma densidade populacional de 612,1 hab/km². Seu crescimento populacional na última década foi de 24,8%, bem acima da média estadual de 14,6%. É o quinto condado mais populoso da Flórida e o 29º mais populoso dos Estados Unidos.
Possui 561 851 residências que resulta em uma densidade de 240,5 residências/km² e um aumento de 15,2% em relação ao censo anterior. Deste total, 7,5% das unidades habitacionais estão desocupadas. A média de ocupação é de 2,5 pessoas por residência.

### Censo 2010
Segundo o censo nacional de 2010, o condado possui uma população de 1 145 956 habitantes e uma densidade populacional de 490 hab/km². Possui {{Fmtn|487839|residências que resulta em uma densidade de 208 residências/km².
Das 13 localidades incorporadas no condado, Orlando é a mais populosa, com 238 300 habitantes, enquanto Winter Park é a mais densamente povoada, com 1 239 hab/km². Lake Buena Vista é a menos populosa, com 10 habitantes. De 2000 para 2010, a população de Oakland cresceu 171% e a de Lake Buena Vista reduziu em 37%. Apenas uma localidade possui população superior a 100 mil habitantes.

## Educação
As Escolas Públicas do Condado de Orange gerencia escolas públicas.